# 蕭塔不煙
萧塔不烟，生卒年不详，西辽开国君主遼德宗耶律大石的皇后。德宗死後萧塔不烟临朝称制，为西辽第二任君主，執政共7年。

## 生平
1143年，耶律大石去世后，其子耶律夷列年幼，遗诏命皇后萧塔不烟临朝称制，改元咸清，称感天皇后，菊兒汗，大石。
1144年，金熙宗得知耶律大石去世的消息後，派使者粘割韩奴前往劝降西辽。粘割韩奴進入西遼國境後，正好遇上外出打獵的萧塔不烟。見到萧塔不烟後，粘割韩奴不但沒有下马跪拜，反而讓她下马接诏；內容包括承認金的宗主地位，停止擴充軍隊。萧塔不烟於是命人将粘割韩奴拉下马，讓他跪下。粘割韩奴痛骂不止，斥責其為反賊，侮辱上国使臣。萧塔不烟发怒，派人将其杀死，其死訊直到1175年才被金人所知。
其在位期間穆斯林的勢力重新染指帝國西部的河中地區和呼羅珊；1144年三月烏古斯人回到被西遼佔領的布哈拉，並對城中貴族百姓搶掠，後被西遼收復。同時，塞爾柱帝國重新取得對花剌子模的宗主地位。
執政七年後，萧塔不烟退位。耶律夷列親政，改年號為紹興。
一说萧塔不烟与耶律大石在叶密立（今新疆维吾尔自治区额敏县）称菊儿汗时册封的昭德皇后萧氏为同一人；也有观点认为二者并非同一人。